# 289600 Tastevin
289600 Tastevin è un asteroide della fascia principale esterna. Scoperto nel 2005, presenta un'orbita caratterizzata da un semiasse maggiore pari a 3,084521 UA e da un'eccentricità di 0,023649, inclinata di 11,289199ª rispetto all'eclittica. Ha un diametro di 3,442 km. Ha un'albedo di 0,094
La Confrérie des Chevaliers du Tastevin è una confraternita di intenditori di vino della Borgogna. Originariamente nata sotto l'ancien régime e rifondata nel 1934, gli Chevaliers du Tastevin hanno sede nel castello del XII secolo di Clos de Vougeot nella contea della Côte-d'Or, in Francia.